# Vasile Dobrian

Vasile Dobrian (n. 3 septembrie 1912, Rod, România – d. 29 aprilie 1999, București, România) a fost un pictor, desenator, grafician și poet român de avangardă. A absolvit, în 1934, Academia de Arte Frumoase din București. Este fondator, împreună cu Aurel Mărculescu, al Grupului grafic 1939-1947. Între anii 1949-1956 a fost profesor și director al Institutului de Arte Plastice din Iași. Opera sa artistică cuprinde lucrări de grafică, pictură, desen, colaj, instalație și fotografie.

## Expoziții
Operele sale au fost prezentate în expoziții personale la București între anii 1935-1945 la Saloanele Oficiale (pictură și grafică) și 1945-1977, Baia Mare 1962, Timișoara 1963, Leningrad 1963, Bacău 1964, Cluj-Napoca, Râmnicu Sărat, Galați, Ploiești, Brăila 1965-1967, în manifestari de artă românească organizate peste hotare, cât si expoziții internaționale organizate la: Lugano 1954, Veneția Bienala din 1960 și 1962, Ljubljana 1961, 1965, Sao Paulo Bienala din 1963, Tokio 1967, Berlin 1967, Florența 1968 și 1970, Pescia 1968, Linz 1968, Varșovia 1970. În decursul timpului expune alături de artisti plastici precum : Alexandru Ciucurencu , Horia Damian, Eugen Drăguțescu, Alexandru Țipoia, Ion Țuculescu, George Tomaziu, Ioan Mirea, Nicolae Brana, Aurel Mărculescu etc.

## Opera
Desenele și gravurile sale reprezintă un comentariu al ambianței sociale, în care prezența sa ia uneori forma explicită a angajării pentru idealuri umaniste. În ultimul deceniu, în paralel cu grafica militantă, a întreprins unele experiențe în domeniul organizării plastice a imaginii. Compozițiile în acest caz sunt consecințele juxtapunerii unor suprafețe geometrice de culoare, în structura cărora, recunoaștem ca pricipiu ordonator sau ca prim impuls al construcției, semnul abstract al unei litere. Armonia pe care o obține între culori se produce în condițiile conservării mișcării pe care o presupun contrastele, adeseori violente, între tonalități. Artistul și-a editat câteva albume de grafică: Domino 1936, Patimi omenești 1937, Instantanee din viața orașului 1938, Ciclul morții 1942, Drumul unei vieți 1946, fiind în acelaș timp autorul unor volume de poezie cel mai important fiind volumul Un anumit anotimp din 1977. Reprezentant al avangardei românesti atât în artă cât și în poezie alături de alți poeți ai avangardei precum: Gellu Naum; Sașa Pană; Geo Bogza; Stephan Roll; Ilarie Voronca; Gherasim Luca etc. 
A colaborat (cu gravuri) la revista dobrogeană Litoral, revistă consacrată poeziei între anii (1939-1943); Revista de avangardă unu; Revista „Cuvântul liber”, „Șantier” etc.

### Aprecieri
Vasile Dobrian este un insurgent în spațiul limbajului, un spirit avangardist, o conștiință care pândește armoniile înalterabile de dincolo de lume fenomenală. În memoriile sale, se arată modul în care a experimentat inocența istoriei în cercurile avangardiste, în apropierea acelor spirite protestatare care încercau vehement remodelarea realului.
Vasile Dobrian este un profesionist al scrisului. Asemenea multor artisti români, el se exprimă atât în limbajul picturii cât și în acela al literaturii. Colaborator frecvent al celor mai importante ziare și reviste de după război, el a publicat 7 volume de versuri, dintre care 4 la editura UNU a lui Sașa Pană. 
La fel ca în pictură, Dobrian este și în poezie apropiat de cercurile avangardiste. Interesul lui se îndreaptă în mod predominant către problemele de limbaj, către dinamica gândirii plastice sau poetice, iar, într-o măsură nesemnificativă, către iconografia consacrată și către modelul exterior (Pavel Șușară, Cronică plastică, în România literară, nr. 7, 2008).

## Albume de grafică
- Domino 1936 (10 gravuri)
- Patimi omenești 1937 (10 gravuri)
- Instantanee din viața orașului 1938 (10 gravuri)
- Ciclul morții 1942 (10 gravuri)
- Drumul unei vieți 1946 (10 gravuri)

## Cărți ilustrate
- Gabriel Pamfil, "Adâncuri și soare - Poeme", cu gravuri de Vasile Dobrian, 1941;

## Opera poetică
- Steaua inimii (1929)
- Umbra unei melancolii (1946)
- Alfabetul sângelui (1946)
- Jocuri în filigran (1947)
- Personaje secrete în trecutul imediat Editura Avangardistă UNU (1947)
- Crepuscul intim (1969)
- Un anumit anotimp (1977)
- Arhipelag (1989)
- Gestul mâinii și al memoriei (Memorii) Editura Vitruviu (1998)
- Drumul unei vieți (1945)

## Lucrări de Vasile Dobrian în muzee
- Muzeul Național de Artă al României;
- Colecția Anastase Simu (secția grafică);
- Muzeul de Artă din Sibiu;
- Muzeul de Artă din Galați;
- Muzeul de Artă din Baia Mare;
- Muzeul de Artă din Constanța;
- Casa Memorială George Bacovia;
- Lucrări în colecții din Cehia, Finlanda, Franța, Germania, Ungaria etc.

## Premii și distincții
- Premiul G. D. Palade 1935
- Premiul Ministerului Artelor 1943 și 1946
- titlul de Artist Emerit al Republicii Populare Romîne (18 august 1964) „pentru merite deosebite în activitatea desfășurată în domeniul teatrului, muzicii, artelor plastice și cinematografiei”[4]
- Ordinul „Meritul Cultural” clasa a III-a (1968) „pentru activitate deosebită în domeniul artelor plastice”[5]
- Ordinul Meritul Cultural clasa a II-a (1971) „pentru merite deosebite în opera de construire a socialismului, cu prilejul aniversării a 50 de ani de la constituirea Partidului Comunist Român”[6]
- Premiul Comitetului de stat pentru Cultură și Artă 1971
- Membru de onoare al Academiei de desen din Florența
- Medalia de onoare a Academiei Tommaso Campanella din Roma și membru de onoare al Academiei